# Ricardo Zonta
Ricardo Zonta,  brazilski dirkač Formule 1, * 23. marec 1976, Curitiba, Brazilija.
Zonta je v Formuli 1 debitiral pri moštvu BAR v sezoni 1999, ko je dosegel najboljšo uvrstitev sezone z osmim mestom na Veliki nagradi Evrope. V sezoni 2000 je dosegel edine tri uvrstitve v točke v svoji karieri, šesta mesta na Velikih nagradah Avstralije, Italije in ZDA. V sezoni 2001 je bil testni in nadomestni voznik pri moštvu Jordan, kjer je na dveh dirkah zamenjal Heinza-Haralda Frentzna in bil blizu točk s sedmim mestom na Veliki nagradi Kanade.
V Formulo 1 se je vrnil v sezoni 2003, ko je bil testni in nadomestni voznik pri moštvu Toyota. Tovrstno delo je opravljal tudi v naslednjih treh sezonah. Ko je Toyota proti koncu sezone 2004 odpustila Cristiana da Matto, je Zonta dobil priložnost nastopiti na petih dirkah, toda višje od desetega mesta se ni uvrstil. Po poškodbi Ralfa Schumacherja se je udeležil kvalifikacij za Veliko nagrado ZDA 2005, vendar je v Indianapolisu po uvodnem krogu dirke tako kot drugi vozniki v dirkalnikih z Michelinovimi gumami zapeljal v bokse in odstopil. V sezoni 2007 je kot testni in nadomestni voznik iz Toyote prestopil v Renault, potem pa se je poslovil od Formule 1 brez nadaljnjih nastopov na dirkah.

## Popolni rezultati Formule 1
(legenda) (odebeljene dirke pomenijo najboljši štartni položaj, poševne pa najhitrejši krog, †-uvrščen kljub odstopu)
| Leto | Moštvo                         | Šasija        | Motor        | 1       | 2       | 3       | 4       | 5       | 6       | 7       | 8      | 9       | 10      | 11      | 12      | 13      | 14     | 15      | 16      | 17      | 18     | 19     | Prv | Toč |
| ---- | ------------------------------ | ------------- | ------------ | ------- | ------- | ------- | ------- | ------- | ------- | ------- | ------ | ------- | ------- | ------- | ------- | ------- | ------ | ------- | ------- | ------- | ------ | ------ | --- | --- |
| 1999 | British American Racing        | BAR 01        | Supertec V10 | AVS Ret | BRA DNS | SMR Inj | MON Inj | ŠPA Inj | KAN Ret | FRA 9   | VB Ret | AVT 15  | NEM Ret | MAD 13  | BEL Ret | ITA Ret | EU 8   | MAL Ret | JAP 12  |         |        |        | NC  | 0   |
| 2000 | Lucky Strike Reynard BAR Honda | BAR 002       | Honda V10    | AVS 6   | BRA 9   | SMR 12  | VB Ret  | ŠPA 8   | EU Ret  | MON Ret | KAN 8  | FRA Ret | AVT 13  | NEM Ret | MAD 14  | BEL 12  | ITA 6  | ZDA 6   | JAP 9   | MAL Ret |        |        | 14. | 3   |
| 2001 | B&H Jordan Honda               | Jordan EJ11   | Honda V10    | AVS     | MAL     | BRA     | SMR     | ŠPA     | AVT     | MON     | KAN 7  | EU      | FRA     | VB      | NEM Ret | MAD     | BEL    | ITA     | ZDA     | JAP     |        |        | 19. | 0   |
| 2004 | Panasonic Toyota Racing        | Toyota TF104B | Toyota V10   | AVS TD  | MAL TD  | BAH TD  | SMR TD  | ŠPA TD  | MON TD  | EU TD   | KAN TD | ZDA TD  | FRA TD  | VB TD   | NEM TD  | MAD Ret | BEL 10 | ITA 11  | KIT Ret | JAP     | BRA 13 |        | 22. | 0   |
| 2005 | Panasonic Toyota Racing        | Toyota TF105  | Toyota V10   | AVS TD  | MAL TD  | BAH TD  | SMR TD  | ŠPA TD  | MON TD  | EU TD   | KAN TD | ZDA DNS | FRA     | VB TD   | NEM TD  | MAD TD  | TUR TD | ITA TD  | BEL TD  | BRA TD  | JAP TD | KIT TD | NC  | 0   |